# Freguesia
Freguesia (de freguês afegit el sufix -ia, al seu torn derivat de l'expressió llatina filium ecclesiae, "fill de l'església") que es podria interpretar com a parròquia civil, és el nom que reben a Portugal les divisions administratives més petites. Es tracta de subdivisions dels municipis (concelhos), com per exemple Ermidas-Sado.
La freguesia està regida per una junta de freguesia, un òrgan executiu que és elegit pels membres de la respectiva assemblea de freguesia, tret del president (el primer candidat de la llista més votada és automàticament nomenat president de la Junta de Freguesia). L'assemblea de freguesia és un òrgan elegit directament pels ciutadans censats al territori de la freguesia.
A Portugal abans de les reformes del govern local de 2013, els 308 concelhos estaven subdividits en 4.259 freguesias. Amb territoris que poden ultrapassar els 100 km² o abastar unes poques hectàrees i amb poblacions que van des de les desenes a les desenes de miler.
El nombre de freguesias per concelho és molt variable, des de les que només en tenen una (Alpiarça, Barrancos, Porto Santo, São Brás de Alportel e São João da Madeira) fins a un màxim de 89 (a Barcelos).